# Chilpancingo de los Bravo
Chilpancingo de los Bravo (ofte omtalt kun som Chilpancingo) er en by i den mexicanske delstat Guerrero. Byen har et indbyggertal på omtrent 187.251 (2010) indbyggere. Chilpancingo kommer fra nahuatl chilpan «hvepsested» og cingo som betyder «lille».
Under uafhængighedskrigen var Chilpancingo et vigtigt strategisk sted for oprørerne på grund af byens placering. I 1813 blev Chilpancingo valgt som værtsby for den første store kongres for uafhængighedskæmperne.
Den 27. april 2009 blev området ramt af et middelkraftigt jordskælv (5,6 på Richterskalaen) med epicenter godt 30 km sydøst for Chilpancingo de los Bravo i ca. 40 km dybde.